# Twitch (Ministry)
Twitch è il secondo album in studio del gruppo statunitense Ministry, pubblicato nel 1986.

## Il disco

### Contenuti
Dopo l'esordio con With Sympathy, che presentava semplici sonorità synth-pop in linea con quello che veniva fatto contemporaneamente in Inghilterra, i Ministry di Twitch rivelano in realtà tutt'altra verve: molto più aggressivo e quasi completamente elettronico, il disco non si risparmia soprattutto sulla sezione ritmica, usata quasi in funzione melodica e che prende completamente il sopravvento sui restanti strumenti. La opener Just Like You riassume ottimamente quella che sarà la nuova anima dei Ministry di lì a venire, sempre più vicini al mondo industrial, mentre Over the Shoulder e My Possession confermano come tutto ciò funzioni. Chiude il disco un medley, Where You at Now? / Crash & Burn / Twitch, che deflagra sul finale in un puro momento cacofonico.

## Tracce
1. Just Like You – 5:03
2. We Believe – 5:56
3. All Day Remix – 6:03
4. The Angel – 6:06
5. Over the Shoulder – 5:13
6. My Possession – 5:05
7. Where You at Now? / Crash & Burn / Twitch (Version II) – 12:15

Bonus tracks CD
1. Over the Shoulder (12" Version) – 6:46
2. Isle of Man (Version II) – 4:30

## Formazione
Gruppo
- Al Jourgensen - voce, programmatore